# شبكة الأخبار الكردية
شبكة الأخبار الكردية (بالإنجليزية: Kurdish News Network)‏؛ هي شبكة تلفزيونية إخبارية باللغة الكردية تأسست في عام 2008 من قبل زعيم حركة التغيير الكردية الراحل نوشيروان مصطفى امين، تدار وتشغل من قبل «شركة ووشه - أي (الكلمة)» ويقع مقرها الرئيسي في مدينة السليمانية.
الشبكة الإعلامية لحركة التغيير
شبكة إعلامية تأسست سنة (2008) في إقليم كوردستان علی ید زعیم حركة التغيير الراحل (نوشيروان مصطفى)، والشبكة جزء من المشروع السياسي لحركة التغيير، التي تعد أول حركة معارضة في إقليم كوردستان وثاني أكبر حزب شعبية. تطبق الشبكة الاستراتيجية الإعلامية التي خططت لها الحركة، فتأسيسا على تلك الاستراتيجية تسلط الضوء على عدم وجود المساواة والعدالة الاجتماعية والعتبات التي تعيق عملية الإصلاح في الإقليم، وتعمل من أجل تحقيق الإصلاح السياسي والاجتماعي والاقتصادي والإداري.
تضم الشبكة المؤسسات الاعلامية الآتية: (فضائية KNN، إذاعة صوت گۆڕان، موقع سبة ي الألكتروني، الغرفة الإعلامية لحركة التغيير، موقع كوران وموقعKNN  الألكترونيين) فمن خلال هذه المؤسسات الإعلامية الفاعلة استطاعت الشبكة- منذ تأسيسها - أن تعرضَ للمتلقي الصورة الحقيقية للنظام الإداري والحياة السياسية في الإقليم، وتُشخصَ جوانبهما الإيجابية والسلبية دونما تمويه.
*******************************
الشبكة الإخبارية الكوردية (KNN)
  تعد أول شبكة إخبارية كوردية، انطلق بث فضائية KNN في 20/12/ 2008. وتمتلك 200 موظف ومراسلين في جميع مدن إقليم كوردستان وأقضيته، كما تمتلك مكاتب في بغداد واربيل ودول أوروبا الوسطى والدول الإسكندنافية.
*********************************
إذاعة صوت گۆڕان
  إذاعة سياسية عامة، انطلق بثها منذ الكانون الثاني لسنة 2009، وتبث أخبارها وبرامجها في جميع أنحاء إقليم كوردستان على موجات FM كالآتي: (السليمانية 94.5، أربيل 89.5، كركوك 94.3، دهوك94.5  ، زاخو 94.3، سوران94.4، حلبجة 94.5، رانية وقلعة دزة 94.3، دربنديخان وكلار وكفري وطوز خورماتو 94.3،) هذا فضلا عن موجة FM  ساوند KNN- Audio  وموقع KNNC.NET.
*********************************
موقع سبة ي (WWW.SBEIY.COM)
تأسس هذا الموقع في 21 مارس 2007، يتميز بإصدار مجلة ألكترونية في إقليم كوردستان، ويهتم بنشر الأخبار والتقارير والمقالات والتحليلات السياسية. يتكون فريق العمل في الموقع من 5 صحفيين.
*********************************
الغرفة الإعلامية لحركة التغيير (WWW.GORRAN.NET)
تقوم بمهمة الإشراف على كافة الأجهزة الإعلامية للحركة، وتنشر أخبار ونشاطات مؤسساتها عن طريق موقع ألكتروني باللغة الكوردية والعربية والإنكليزية. وتصدر بيانات رسيمية خاصة بالمناسبات، وتبين مواقف حركة التغيير عند اقتضاء الضرورة، هذا فضلا عن أنها تنظم الندوات وتدير الحملات الانتخابية.
*********************************
موقع (KNNC.NET)
  هو موقع رسمي لفضائية (KNN)، يقوم بنشر اخبار الفضائية وبث برامجها وانتاجاتها الإعلامية بواسطة شبكات التواصل الاجتماعي مثل: (الفيس بوك، انستجرام، تويتر وغیرها) يصل زوار صفحة KNN الأخبارية إلى ما یقارب ملیوني معجب.